# كاتاندوانيس
كاتاندوانيس (بالإنجليزية: Catanduanes)‏ هي محافظة تقع في الفلبين في Bicol Region. يقدر عدد سكانها بـ 246,300 نسمة ومساحتها 1,492.16 كم2 .